# Manfred Brunner
Manfred Brunner (ur. 22 maja 1956 r.) – austriacki narciarz alpejski. Nie startował na żadnych igrzyskach olimpijskich ani mistrzostwach świata. Najlepsze wyniki w Pucharze Świata osiągnął w sezonie 1976/1977, kiedy to zajął 28. miejsce w klasyfikacji generalnej.

## Sukcesy

### Puchar Świata

#### Miejsca w klasyfikacji generalnej
- 1976/1977 – 28.
- 1977/1978 – 39.

#### Miejsca na podium
1. Furano – 25 lutego 1977 (gigant) – 2. miejsce